# Renaison
Renaison là một xã trong tỉnh Loire miền trung nước Pháp.